# Albano Franco
Albano do Prado Pimentel Franco (né le 22 août 1940) est un homme politique brésilien et juriste. Pour Sergipe, il a été gouverneur et sénateur, tous deux pendant deux mandats, ainsi que député fédéral et député d'État.